# Feliksa Eger
Ewa Feliksa Eger (ur. 20 listopada 1837 w Warszawie, zm. 5 kwietnia 1908 w Zakopanem) – polska bibliotekarka, publicystka katolicka i propagatorka teorii spiskowych.

## Życiorys
Urodziła się jako córka Adama Franciszka Egera (ok. 1811–1882), ówczesnego rachmistrza Komisji Rządowej Spraw Wewnętrznych, Duchownych i Oświecenia Publicznego Królestwa Polskiego i Antoniny z Szacmajerów w mieszkaniu rodzinnym przy ul. Krakowskie Przedmieście 382. Jej ojciec był w 1861 członkiem okręgu przasnyskiego Towarzystwa Rolniczego w Królestwie Polskim, które skupiało ziemian.
Była bibliotekarką w Muzeum Pałacu Króla Jana III w Wilanowie, gdzie zajmowała się opracowaniem i zabezpieczaniem zbiorów. Obracała się w kręgach towarzyskich Warszawy. Od 1886 uprawiała anonimowo publicystykę antymasońską, która uchodzi w klasyfikacjach bibliotecznych za opracowania historyczne.
W ostatnich latach XIX wieku przeniosła się do Zakopanego i prowadziła pensjonat „Fortunka” na Bystrem (obecnie Bulwary Słowackiego 34), wybudowany przez jej krewną, przybyłą w 1895 z Konstantynopola „kapitalistkę” Helenę Egerową i nazwany w 1897 na cześć Fortunaty, córki Heleny, późniejszej artystki estradowej. Gościli u niej m.in. w 1897 Kazimierz Dłuski, od 1899 jego rodzina, w 1899 na zaproszenie Dłuskich Maria Skłodowska-Curie i Pierre Curie z dziećmi, w 1902 Tadeusz Miciński i Mieczysław Karłowicz, a także towarzysz wypraw Karłowicza Włodzimierz Boldireff. Nadsyłała do „Kroniki Rodzinnej” i innych czasopism polskich swoje teksty i przekłady, głównie o tematyce religijnej.
Pochowana na Nowym Cmentarzu w Zakopanem (jako jedna z pierwszych osób), ale jej grób nie dochował się do czasów obecnych – został przekopany, a na jej miejscu spoczywa Jarema Rdułtowski, który zginął podczas wspinaczki na Mięguszowieckim Szczycie.

## Twórczość i poglądy
W 1894 opublikowała w wydawnictwie Anczyca w Krakowie Historię towarzystw tajnych. Dzieje wolnomularstwa (Masonii) według najlepszych źródeł opracowane. Dzieło to uchodziło współcześnie za najbardziej wyczerpującą polską publikację o masonach i doczekało się licznych wznowień (1894, 1904, 2006, 2014, 2019). Czerpało obficie z książki jezuity i propagatora teorii spiskowych Nicolasa Deschampsa (1797–1873) Les societés secretes et la société ou philosophie de l'histoire contemporaine, choć wbrew ówczesnym opiniom nie stanowiło jej wiernego przekładu. Eger wyraziła w nim pogląd znany jeszcze z prac innego jezuity, Augustina Barruela (1741–1820), że masoni stoją za przemianami społecznymi i rewolucjami zapoczątkowanymi przez oświecenie, a ich naczelnym celem jest zniszczenie chrześcijaństwa poprzez świecką edukację. Uznała socjalizm i komunizm za „konieczny wynik dogmatu i moralności masońskiej” i utożsamiła materializm masoński – pod wyraźnym wpływem encykliki papieża Leona XIII Humanum genus – z satanizmem. Jako przykład masona-satanisty wskazała Giosuè Carducciego, autora hymnu Do szatana (1863) i Polemik szatańskich (1869). Powołując się na Emmanuela Chabauty'ego (pod pseudonimem C.C. de Saint-André, Les Francs-Maçons et les Juifs : Sixième Age de l'Église d'après l'Apocalypse, 1880), przypisała kierowniczą rolę w organizacji wolnomularskiej Żydom, którzy od wieków mieli stanowić „olbrzymie towarzystwo tajne”, choć początków masonerii szukała w gnostycyzmie i wśród templariuszy.
W Kilku słowach o masonerii, ogłoszonych nakładem Katolickiego Towarzystwa Wydawniczego „Kronika Rodzinna” w 1901, ostrzegała przed dążeniem masonerii do utworzenia rządu światowego: „jest to stowarzyszenie dążące do zniesienia religii, rodziny, własności, do wywrócenia porządku społecznego, a zaprowadzenia jednej wielkiej rzeczypospolitej masońskiej, w której ludzie byliby pionkami na wielkiej szachownicy świata, działającymi pod kierunkiem przywódzców Masonerji, którymi jak w obecnej chwili są żydzi”. Wskazała obok rewolucji francuskiej na zjednoczenie Włoch i zjednoczenie Niemiec jako rezultaty działalności wolnomularskiej. Poza pojedynczą wzmianką o atakach masonów na Kościół katolicki, zapożyczoną z książki popularnonaukowej dla młodzieży autorstwa Adama Morawskiego (Ze skarbnicy wiedzy i prawdy, 1882) wolnomularstwo występuje w publikacji przede wszystkim jako polityczny wróg narodu. 
Wizerunek masonerii jako organizacji satanistycznej opartej na tajnej hierarchii przedstawiła systematycznie dopiero w swojej ostatniej pozycji książkowej, Żydzi i masoni we wspólnej pracy, którą wydał w 1908 drukiem warszawski księgarz katolicki Mateusz Szczepkowski. Do ukształtowania tej koncepcji przyczyniły się prawdopodobnie fabrykacje antyklerykalnego autora Léo Taxila na temat wolnomularstwa z lat 1886–1895, połączone w 1893 z antysemityzmem przez arcybiskupa Mauritiusu Leona Meurina. Podtrzymując wątek antysemicki, Eger stwierdziła, że w odróżnieniu od minionych epok Żydzi współcześnie nie mordują dzieci, lecz odzierają ich „serca i umysły” z cnót. Głosiła: „Najniebezpieczniejszym z Żydów jest Żyd mason lub socjalista: prowokator, szpieg, wywołujący strajki, oszukujący, wywodzący w pole i biednego, ufającego mu robotnika, i rząd, który się nim posługuje”. Zgodnie z tezą upowszechnioną przez Protokoły mędrców Syjonu (1903) przypisała Żydom sprawowanie władzy finansowej, a masonom w ich imieniu kontroli polityczno-militarnej nad światem.

## Recepcja
W posiadaniu klasztoru urszulanek w Krakowie był egzemplarz wydania Historii towarzystw tajnych z 1904, który nosi na karcie tytułowej dedykację autorki dla założycielki zgromadzenia urszulanek szarych św. Urszuli Ledóchowskiej, wyrażającą osobistą wdzięczność.
Jan Tomkowski sądzi, że antymasońskie publikacje Eger stanowiły obok wydawnictwa biskupa przemyskiego św. Józefa Sebastiana Pelczara pt. Masonerya (wyd. I, 1909) źródło obrazu wolnomularstwa w powieści grozy Władysława Reymonta Wampir (1911).
Fragment rozdziału z Kilku słów o masonerii w formie broszury zatytułowanej Żydo-masoński plan zniszczenia Kościoła został skonfiskowany przez Służbę Bezpieczeństwa działaczowi podziemnej „Solidarności” (1982–1986) Tadeuszowi Jakubkowi w ramach sprawy operacyjnego rozpracowania o kryptonimie „Szakal”.

## Wykaz prac
- Katechizm dogmatyczno-historyczny, czyli Przewodnik nauki religijnej młodemu wiekowi poświęcony, Warszawa 1873
- Czytania religijno-moralne dla młodych osób, nakład własny, Warszawa 1875
- Historya towarzystw tajnych, Władysław Ludwik Anczyc, Kraków 1886 (anonimowo; przedruk 1894 nakładem Gebethnera i Wolffa również anonimowo, z podtytułem Dzieje wolnomularstwa (masonii) wg najlepszych źródeł opracowane; dalsze wznowienia 2006 nakładem Wydawnictwa Antyk – Marcin Dybowski, 2014 nakładem Wydawnictwa Armoryka, 2019 nakładem Domu Wydawniczego „Ostoja” Andrzeja Siekierżyckiego)
- Elżbieta Seton. Obraz dzielnej niewiasty skreślony według dzieła de Barberey, Drukarnia Synów Stanisława Niemiry, Warszawa 1898 (parafraza książki Hélène Bailly de Barberey(inne języki) o Elżbiecie Seton, Élizabeth Seton et les commencements de l'Église catholique aux États-Unis, 1867)
- Kilka słów o masoneryi, Katolickie Towarzystwo Wydawnicze „Kronika Rodzinna”, Warszawa 1901 (pod pseudonimem F.E.)
- Religja w wiedzy, Drukarnia Synów Stanisława Niemiry, Warszawa 1904
- Żydzi i masoni we wspólnej pracy, Księgarnia Nakładowa M. Szczepkowskiego, Warszawa 1908 (jako F. Eger; wznowienia 1986 bez podania wydawcy i 1998 nakładem Wydawnictwa „Ojczyzna” Bogusława Rybickiego)